# Halltorp
Halltorp este o arie protejată (arie specială de conservare — SAC, sit de importanță comunitară — SCI) din Suedia întinsă pe o suprafață de 199,8 ha, integral pe uscat.

## Localizare
Centrul sitului Halltorp este situat la coordonatele 56°48′01″N 16°34′29″E / 56.8004°N 16.5747°E.

## Înființare
Situl Halltorp a fost declarat sit de importanță comunitară în decembrie 1995 pentru a proteja 1 specie de plante și 4 specii de animale. Situl a fost protejat și ca arie specială de conservare în martie 2011.

## Biodiversitate
Situată în ecoregiunile boreală și marină baltică, aria protejată conține 12 habitate naturale: Pajiști cu Molinia pe soluri calcaroase, turboase sau argilos-nămoloase (Molinion caeruleae), Pășuni din zone de pădure fino-scandinave, Pășuni de coastă din Baltica boreală, Terase mlăștinoase și terase nisipoase neacoperite de apă la reflux, Recifuri, Golfuri mici largi și golfuri puțin adânci, Bancuri de nisip acoperite în permanență slab de apă marină, Pajiști uscate seminaturale și facies de acoperire cu tufișuri pe substraturi calcaroase (Festuco-Brometalia) (* situri importante pentru orhidee), Păduri de stejar sau de stejar și carpen sub-atlantice și medio-europene de Carpinion betuli, Fânețe de joasă altitudine (Alopecurus pratensis, Sanguisorba officinalis), Păduri caducifoliate bătrâne naturale hemiboreale fino-scandinave (Quercus, Tilia, Acer, Fraxinus sau Ulmus) bogate în specii epifite, Mlaștini turboase de tranziție și turbării mișcătoare.
La baza desemnării sitului se află mai multe specii protejate:
- plante (1): papucul doamnei (Cypripedium calceolus)
- amfibieni (1): triton cu creastă (Triturus cristatus)
- nevertebrate (3): croitorul mare al stejarului (Cerambyx cerdo), rădașcă (Lucanus cervus), Osmoderma eremita